# کیا اپیروس
کیا اپیروس (Kia Opirus) خودرویی در کلاس سدان است که توسط کیا موتورز ساخته و به بازار عرضه شد. اپیروس در سال‌های ۲۰۰۳ تا ۲۰۱۰ تولید شده‌است. طراحی آن خودروهای موتور جلو-محور جلو است. طول آن در حالت طبیعی ۴٬۹۸۰–۵٬۰۰۰ میلیمتر (۱۹۶٫۱–۱۹۶٫۹ اینچ) و عرض آن در حالت طبیعی ۱٬۸۵۰ میلیمتر (۷۲٫۸ اینچ) و ارتفاع آن در حالت طبیعی ۱٬۴۸۵ میلیمتر (۵۸٫۵ اینچ) است. سیستم جعبه‌دندهٔ آن پنج دنده به صورت خودکار است. اپیروس در آمریکا با نام آمانتی عرضه شد. موتور اپیروس، ۳٫۸ لیتری وی۶ است. در ایالات متحده آمریکا، اپیروس به عنوان «جذاب‌ترین خودروی پریمیوم متوسط» توسط جی دی پاور و شرکا انتخاب شد. آمانتی اپیروس در سال ۲۰۰۷ برنده جایزه خودرو لوکس در مؤسسه بیمه ایمنی بزرگراه ایمنی (IIHS) شد و در تست تصادف ضربه ای جانبی بالاترین امتیاز را از آن به دست آورد.

## امکانات رفاهی
اپیروس جزو اولین تلاش‌های کیا برای ساخت یک سدان لوکس پس از ورشکستگی این شرکت بود. بنابر این کیا تمام سعیش را برای تعبیه کردن امکانات لوکس آن زمان در این خودرو کرد.
امکانات رفاهی:
- کروزکنترل
- کنترل پایداری
- کنترل کشش
- تعلیق الکترونیکی
- سنسور باران
- سنسور جلو و عقب
- ترمز ضد قفل
- سامانه توزیع نیروی ترمز
- ترمز کمکی
- ترمز پارک پدالی
- اتو لایت
- فرمان ۴ حالته هیدرولیکی حساس به سرعت با روکش چرمی
- پخش اینفینیتی با ۸ اسپیکر[۸]
- ۶ کیسه هوا
- ورود بدون کلید
- کول باکس
- سیستم تهویه اتوماتیک دوگانه[۹]
- صندلی برقی ۸ حالته برای راننده، ۴ حالته برای سرنشین جلو[۱۰]
- سانروف[۱۱]

## نگارخانه

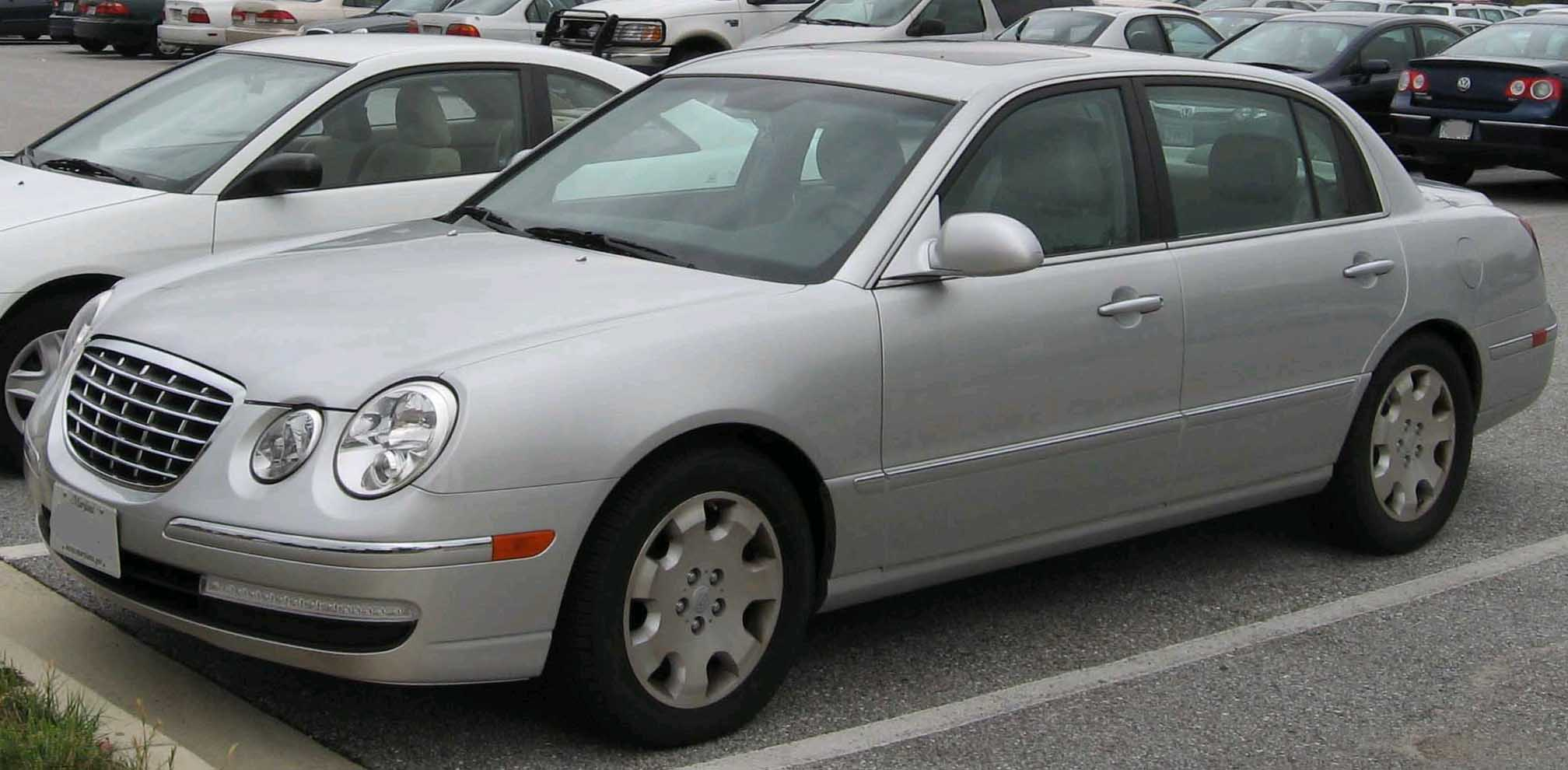
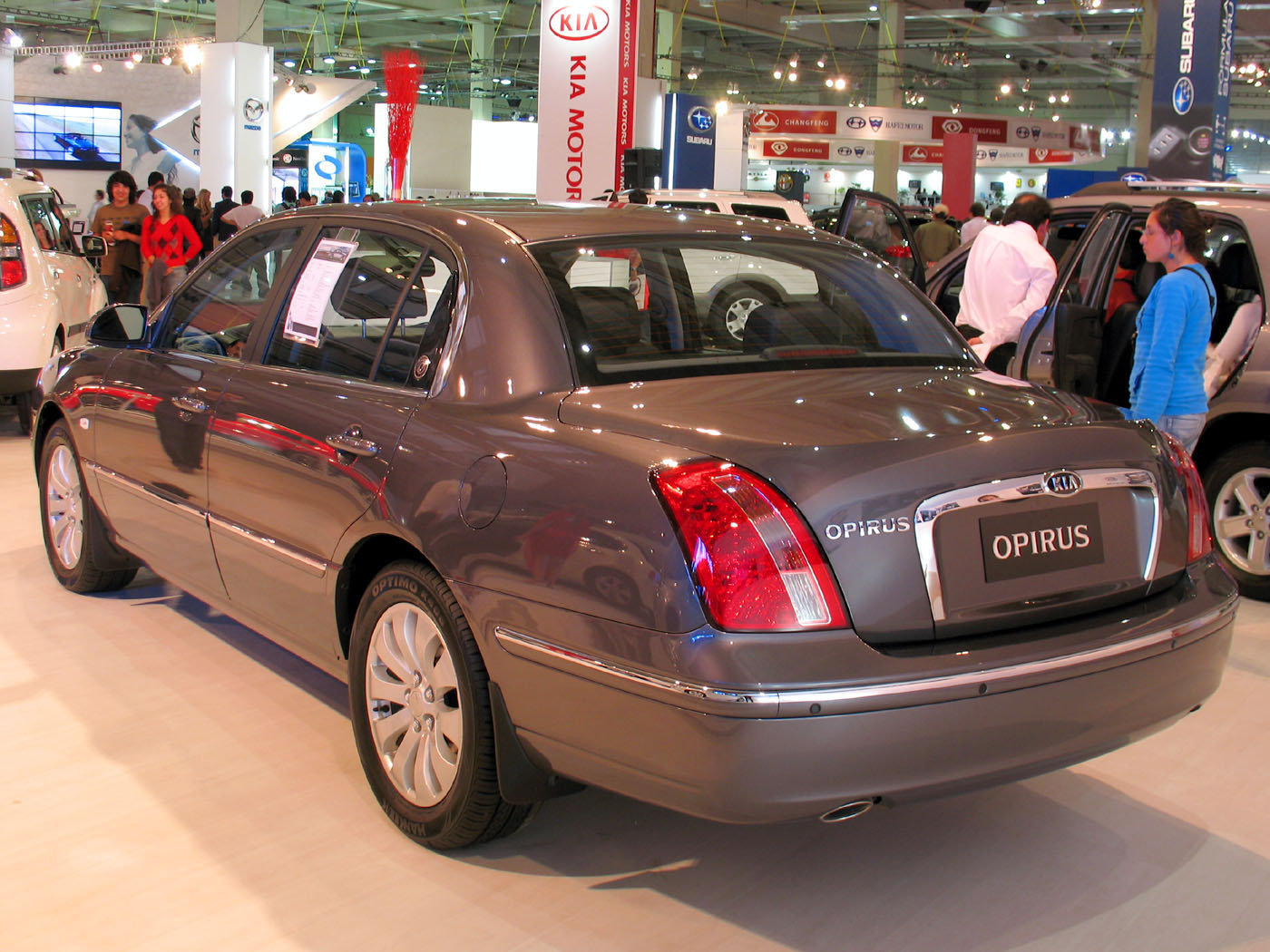
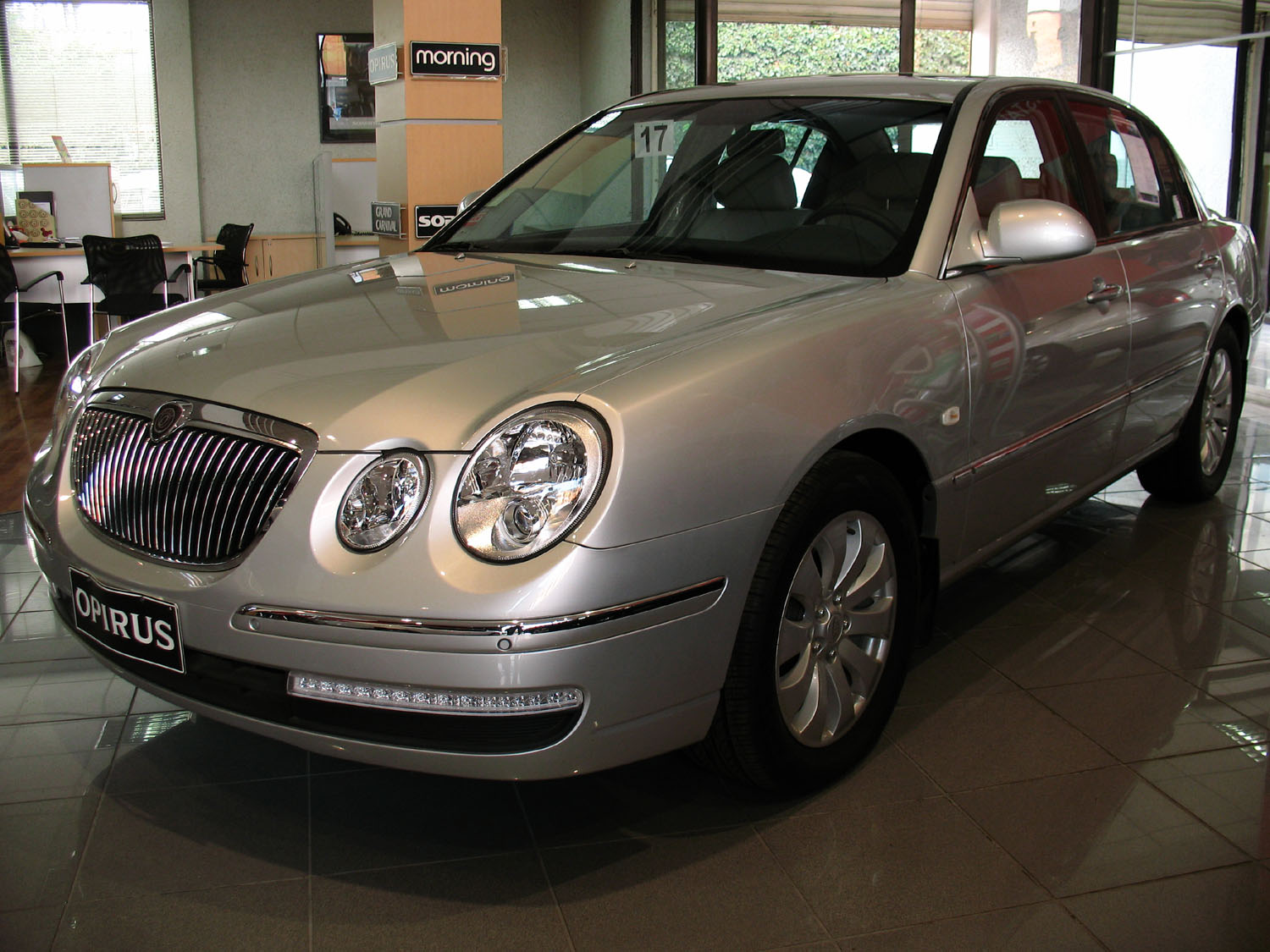